# Idioma waga
El idioma Wakka Wakka, también deletreado Waga, o Wakawaka, es un idioma pama-ñungano idioma hablado por el pueblo wakka wakka, una nación aborigen australiana cerca de Brisbane, Australia.
Kaiabara/Gayabara, Nguwera/Ngoera, y Buyibara pueden ser variedades o nombres alternativos.

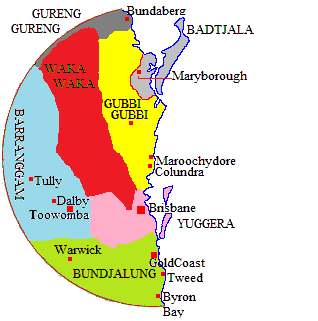
Mapa de las tierras tradicionales de los aborígenes australianos alrededor de Brisbane.